# Fuentes pertinax
Fuentes pertinax là một loài nhện trong họ Salticidae.
Loài này thuộc chi Fuentes. Fuentes pertinax được Elizabeth Maria Gifford Peckham & George William Peckham miêu tả năm 1894.